# Antonio Pappano
Antonio Pappano (Epping, Inglaterra, 30 de diciembre de 1959) es un director de orquesta y pianista británico de ascendencia italiana. 
Actualmente es el director titular de la Opera Real Covent Garden, de Londres, y de la orquesta de la Accademia Nazionale di Santa Cecilia, de Roma.
Su familia es originaria de Benevento en Italia, nacido en Inglaterra se mudó a Connecticut a los 13 años de edad. 
Fue asistente en la New York City Opera y el más joven director en la historia de la orquesta del Covent Garden, a los 21.
Sirvió como director general del Teatro de la Monnaie entre 1992 y 2002, año en el que se hizo cargo de la dirección de Covent Garden londinense. Fue asistente de Daniel Barenboim en el Festival de Bayreuth, donde después dirigió Lohengrin entre 1999 y 2001.
Desde el 2005 es también director de la orquesta de la Academia de Santa Cecilia romana, dirigiendo además la Cleveland Orchestra, Orquesta Filarmónica de Berlín, London Symphony Orchestra y otras prestigiosas entidades.
En el 2008 fue condecorado Commendatore Ordine al Merito della Repubblica italiana
Está casado con Pamela Bullock.

## Principales registros
- Harrison Birtwistle: The Minotaur

- Philippe Boesmans: Wintermärchen

- Benjamin Britten: The Turn of the Screw

- Jules Massenet: Manon

- Jules Massenet: Werther

- Giacomo Puccini: Il Trittico

- Giacomo Puccini: La Bohème

- Giacomo Puccini: La rondine

- Giacomo Puccini: Tosca

- Giacomo Puccini: Madama Butterfly

- Ottorino Respighi: Trilogía romana

- Franz Schubert: Winterreise, Ian Bostridge

- Richard Strauss: Natalie Dessay-Amor

- Richard Strauss: Cuatro últimas canciones, Nina Stemme.

- Giuseppe Verdi: Don Carlo

- Giuseppe Verdi: Il Trovatore

- Giuseppe Verdi: Requiem

- Richard Wagner: Tristan und Isolde

- Hugo Wolf: Lieder, Ian Bostridge